# Portrait de Lorenzo Bartolini
Le Portrait de Lorenzo Bartolini  est un tableau peint en 1805 par Jean-Auguste-Dominique Ingres. Il représente le sculpteur italien Lorenzo Bartolini ami intime du peintre et son condisciple à l'atelier de Jacques-Louis David. Le tableau fait partie des collections du musée Ingres de Montauban. 

## Provenance
Dans les collections du modèle, le tableau passe ensuite en possession de Jacques Drake del Castillo en 1870. Mis en vente le 17 mai 1920, pour 52 000 francs à M. Gibour, il devient ensuite la propriété de la comtesse Ferrand. L'historien Henry Lapauze biographe du peintre en fait l'acquisition, et le lègue sous réserve d'usufruit, au musée Ingres de Montauban en 1925 (inventaire MI. 28-2-2).

## Contexte

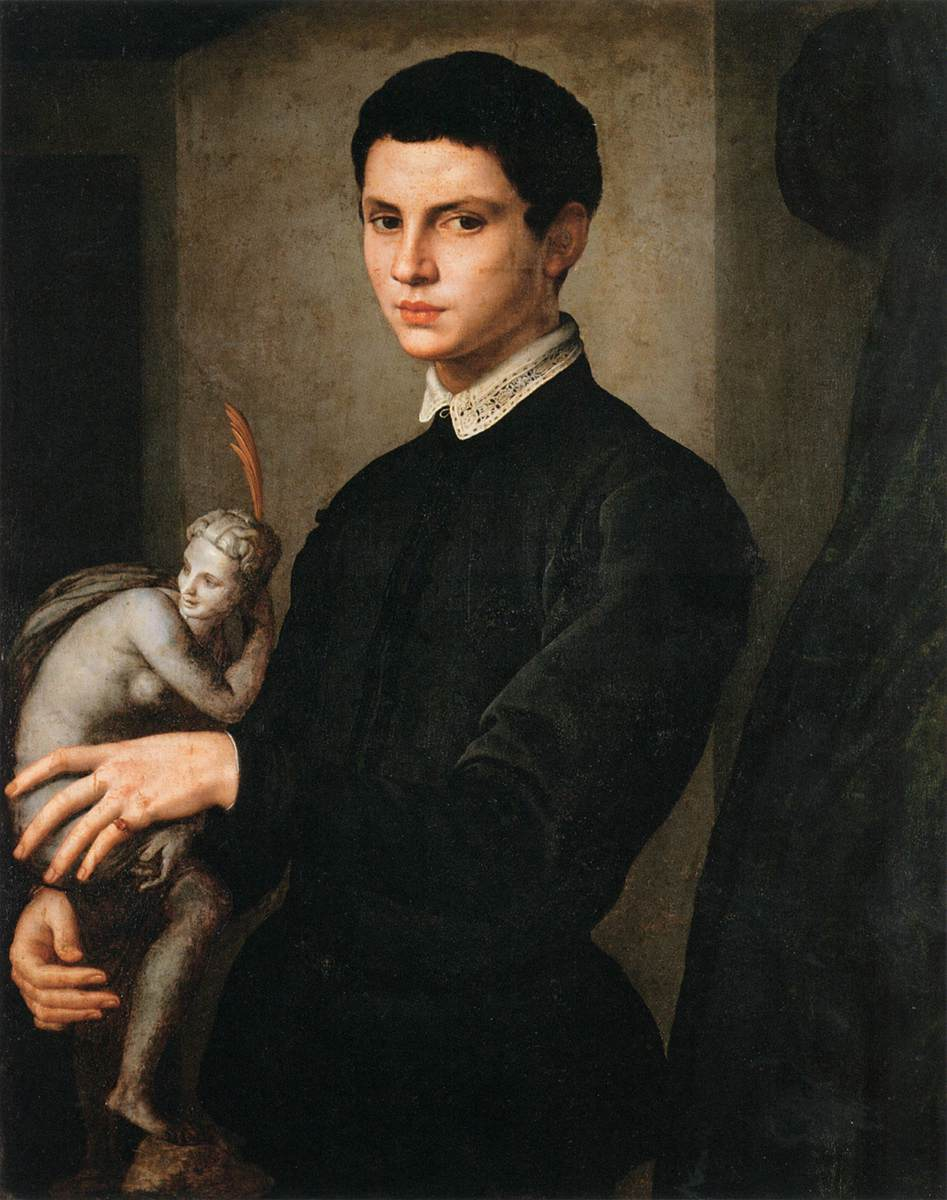
Brozino, Portrait d'un jeune sculpteur (musée du Louvre), influence d'Ingres pour le portrait de Bartolini.

Il fait partie avec le Portrait de Jean-François Gilibert et l'Autoportrait à vingt-quatre ans  d'un groupe de portraits à mi-longueur représentant les trois amis proches. Les trois tableaux ayant, à l'origine, les mêmes dimensions,  Ingres avait probablement conçus le portrait de Gilibert comme un pendant à son autoportrait, mais après le départ de celui-ci à Montauban, emportant avec lui son tableau, Ingres le remplaça par celui de Bartolini. Ce dernier portrait est peint dans une composition inversée de l'autoportrait dans sa première version, tel qu'il est connu par une photographie ancienne. 
Le portrait fait directement référence au style des portraits de la Renaissance italienne, et plus particulièrement au Portrait d'un sculpteur d'Agnolo Bronzino, témoignant chez Ingres d'un recul de l'influence de son maître David dans la conception de ses portraits, pour se référer aux artistes de la Renaissance des écoles florentines et lombardes. 
En 1820 Ingres fit un second portrait de Bartolini qui est conservé au musée du Louvre.

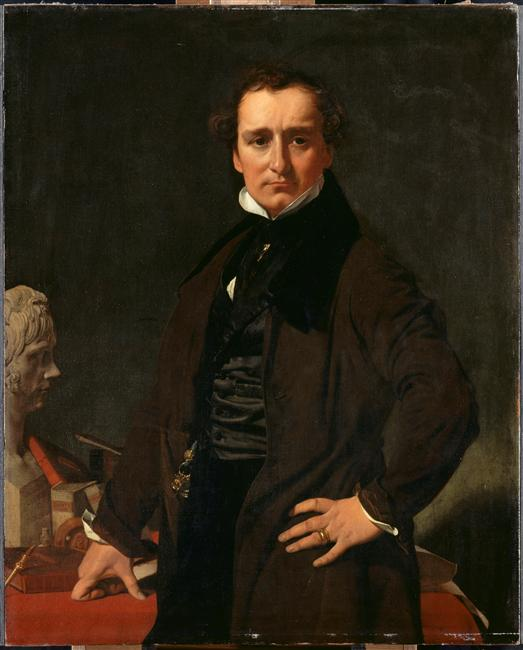
Portrait du sculpteur Lorenzo Bartolini
1820, musée du Louvre